# ویکرز ۱۳۱ ولینت
ویکرز ۱۳۱ ولینت (به انگلیسی: Vickers_131_Valiant) یک هواگرد ملخ‌پیشین تک‌موتوره از نوع هواپیمای چندمنظوره دوباله ساخت شرکت Vickers Limited است. هواگرد ویکرز ۱۳۱ ولینت نخستین پروازش را در ۱۹۲۷ میلادی انجام داد. این هواگرد در سال ۱۹۲۸ میلادی رسماً معرفی گردید. در مجموع، تعداد ۱ فروند از این هواگرد ساخته شده‌است.